# Vollbütteler Riede
Die Vollbütteler Riede, auch Mühlenriede, Mönchsgraben oder Druffelbach, ist ein Bach auf der zentralen Papenteicher Hochfläche zwischen Braunschweig und Gifhorn. Der Bach mündet über die Alte Hehlenriede in den Allerkanal und gehört zum Flusssystem der Weser. Im Mittelalter stellte der Bach lange Zeit die Grenze zwischen dem Bistum Hildesheim und dem Bistum Halberstadt dar.

## Topographie
Der Bach entspringt nördlich von Rethen und östlich von Adenbüttel und dient als Ackerentwässerungsgraben. Der Bach fließt zunächst etwa einen Kilometer in östlicher Richtung und schwenkt dann langsam in nördliche Richtung, vorbei an Algesbüttel, Warmbüttel und Vollbüttel. Nachdem er Vollbüttel passiert hat, mündet er in die Alte Hehlenriede, das ehemalige Flussbett der Hehlenriede, in das kurz vorher bereits die Rötgesbütteler Riede mündete. Durch den Bau des Allerkanals wurden die Bachunterläufe verändert, so dass Teile der früheren Hehlenriede jetzt nur noch als Unterlauf anderer Bäche vorhanden sind. Über die Alte Hehlenriede mündet die Vollbütteler Riede in den Allerkanal.

## Geschichte
Vermutlich ab dem 8. Jahrhundert wurden in diesem Gebiet die ersten Siedlungen angelegt. Die Landesherrschaft lag bei den Welfen, seit 1269 bei wechselnden Teilherzogtümern von Braunschweig-Lüneburg. Von der Gründung des Bistums Hildesheim 815 bis zur Neuumschreibung der katholischen Diözesen in Deutschland nach dem Wiener Kongress markierte die Vollbütteler Riede einen Teil der Ostgrenze der Hildesheimer Diözese zum Bistum Halberstadt, was aber nach der Reformation und der Entstehung lutherischer Landeskirchen in Braunschweig-Lüneburg keine Bedeutung mehr hatte. Manche Regionalhistoriker vermuten, dass es im frühen Mittelalter um die Diözesangrenze Streitigkeiten gab und dass in deren Zug am Ufer der Riede die Dörfer gegründet wurden, die vermutlich im 14. und 15. Jahrhundert größtenteils wüst fielen und heute nur noch als Wüstungen im Papenteich existieren.

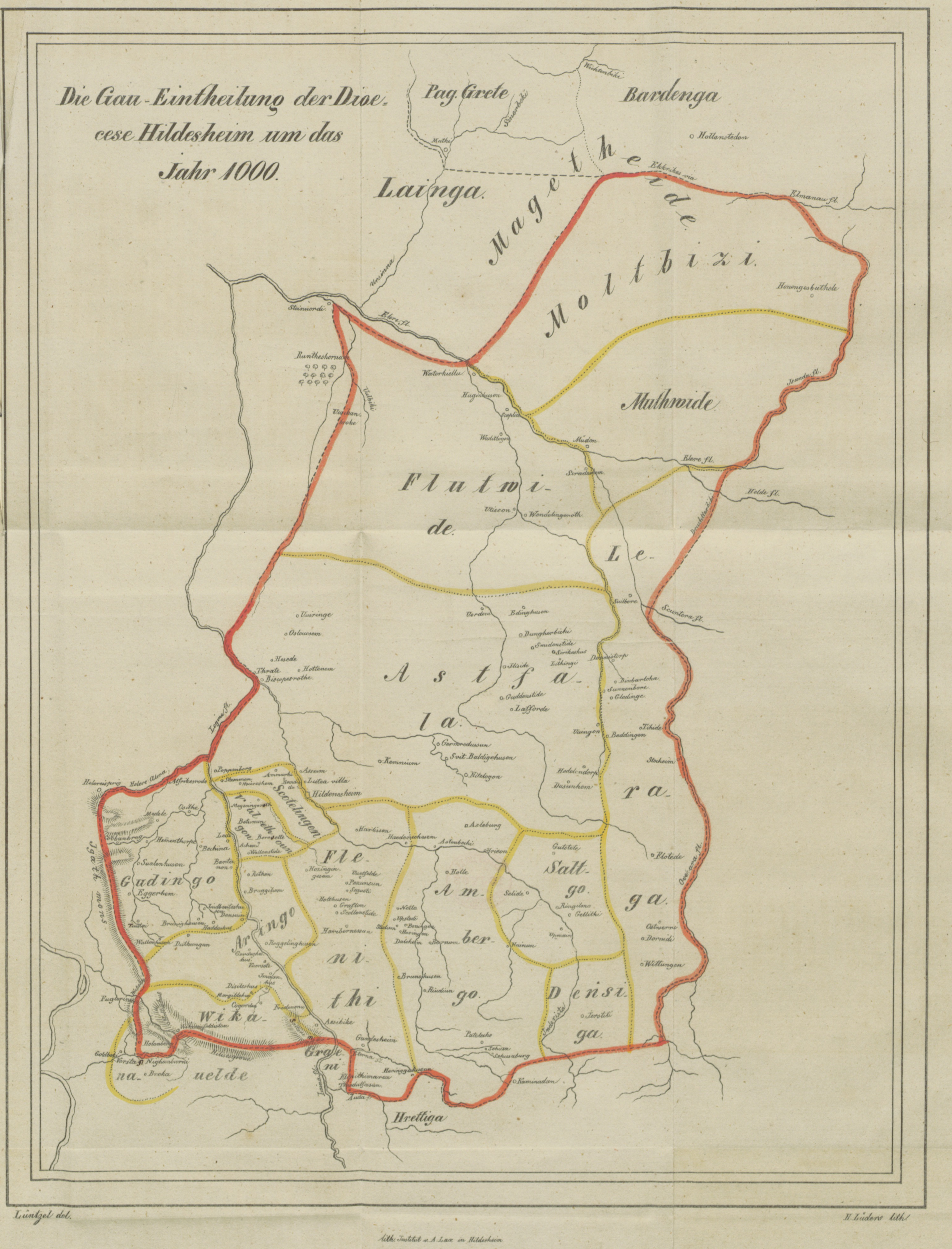
Karte der älteren Diöcese Hildesheim mit dem „Druchterbiki“ als Ostgrenze
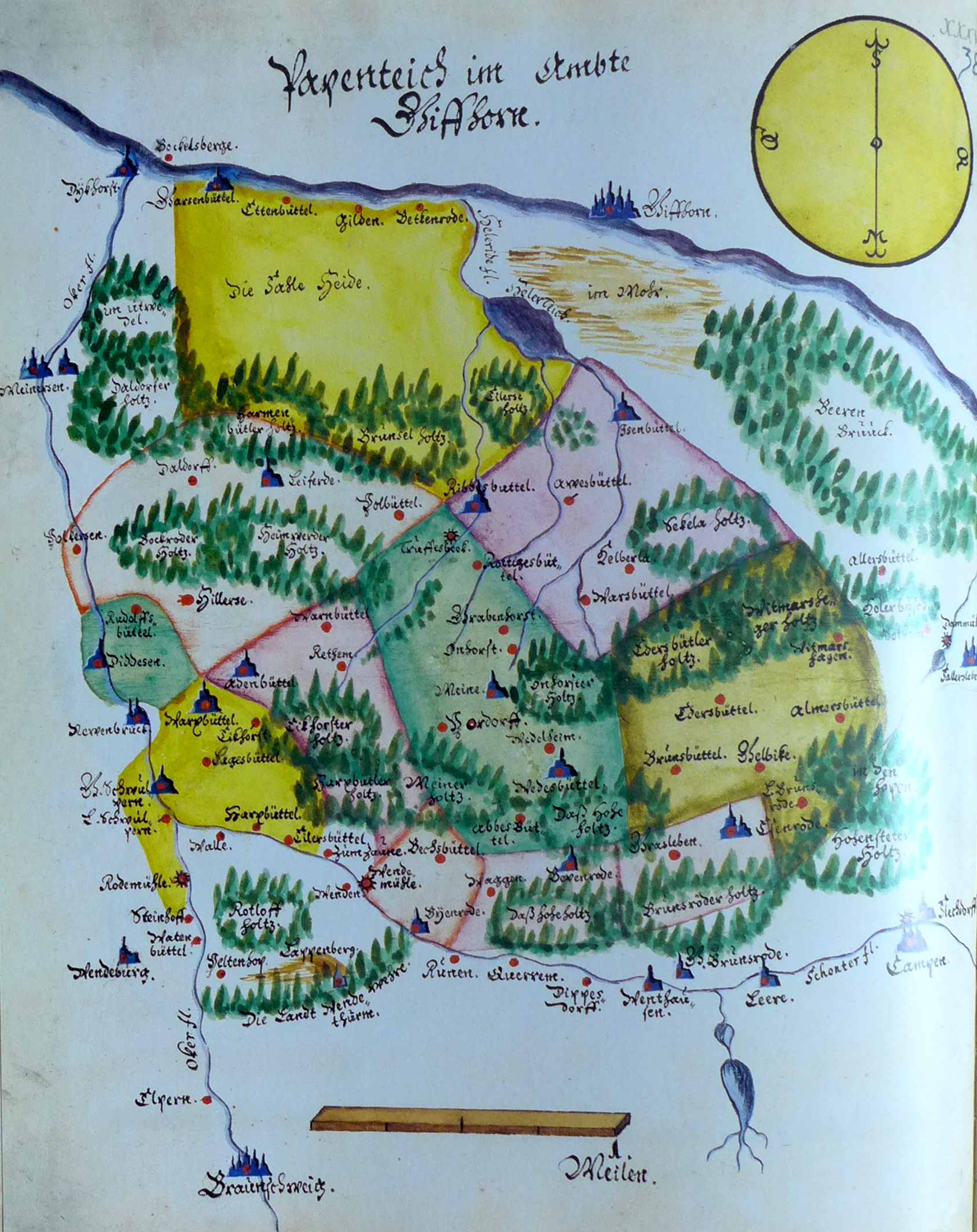
Papenteich mit dem Druffelbach um 1600

## Flora und Fauna
Die Vollbütteler Riede war lange Zeit ein stark begradigtes und künstlich vertieftes Gewässer. Zusätzliche Belastungen traten durch die nördlich von Rethen gelegene und bis 1973 genutzte Müllabladestelle „Schweineweide“ am Oberlauf auf. Erst in den 1990ern wurde mit der renaturierung des Oberlaufes begonnen. Es wurden Ruhezonen und mittels Sohlabstürzen Zonen mit schnell fließendem Wasser geschaffen. Außerdem wurde versucht den Bachlauf mäanderförmig umzugestalten. Die Böschungen wurden dicht bepflanzt, meist mit Erlen. In der darauf folgenden Aue der Riede, bei Vollbüttel, wird am Rand der Riede Ackerbau betrieben. Es befinden sich aber auch größere Laubwälder im Einzugsgebiet der Riede.

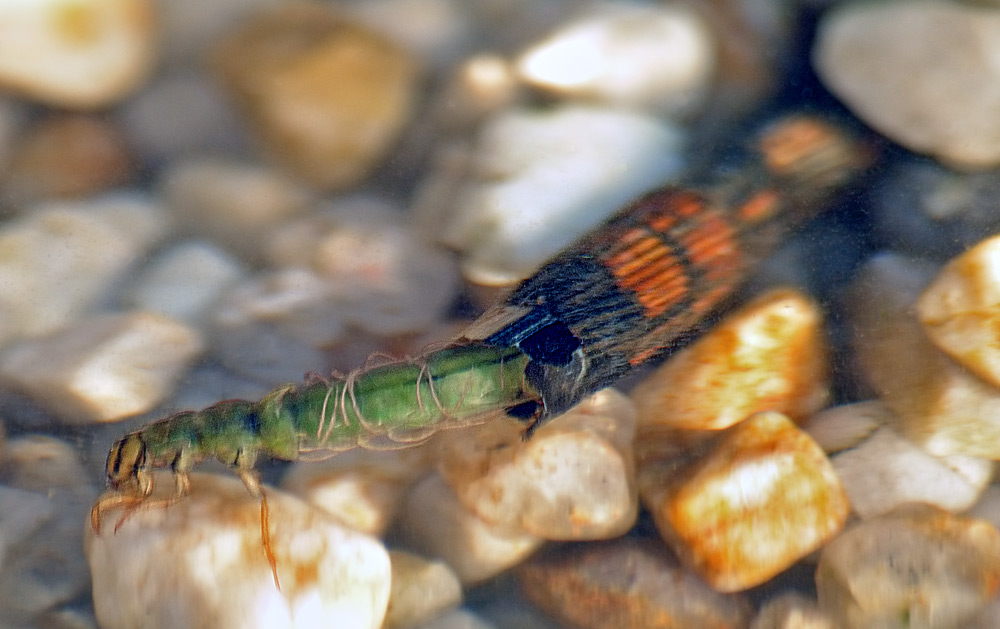
Köcherfliegen

Der Gewässergrund besteht, wie in der Lüneburger Heide üblich, aus Sand und feinem Kies. Der Gewässergütebericht des Landes Niedersachsen stuft den Oberlauf der Mühlenriede als nur mäßig belastet (Güteklasse II) ein. Nur der Unterlauf wird als kritisch belastet (Güteklasse II-III) eingestuft.
Trotz der verhältnismäßig guten Wasserqualität fehlen typische Fließwasserorganismen in der Vollbütteler Riede weitgehend. Trotzdem finden sich 10 Tierarten die auf der Roten Liste des Landes Niedersachsen geführt werden:
- drei verschiedene Arten Köcherfliegen
- fünf verschiedene Arten Langtasterwasserkäfer
- die Gebänderte Prachtlibelle